# كأس العالم للرغبي 1991
كأس العالم للرجبي 1991 (بالإنجليزية: 1991 Rugby World Cup)‏ هو الموسم 2 من كأس العالم للرجبي. أقيم خلال الفترة 3 أكتوبر 1991م، وحتى 2 نوفمبر 1991م، وبمشاركة 16 فريقاً، وفاز فيه منتخب أستراليا الوطني لاتحاد الرجبي.